# Gétatchèw Mèkurya
Gétatchèw Mèkurya (ur. 14 marca 1935 w Yifat, zm. 4 kwietnia 2016 w Addis Abebie) – etiopski saksofonista jazzowy.

## Życiorys
W latach 50. i 60. XX wieku zasłynął swoim niepowtarzalnym brzmieniem, którego podstawą była transpozycja etiopskich pieśni wojennych shellèla na saksofon. Ten energetyczny i freejazzowy z ducha styl gry o parę lat wyprzedził eksperymenty Alberta Aylera i Ornette Colemana. Po komunistycznym puczu wojskowym w 1974 został wraz z innym etiopskimi muzykami z kręgu Ethiopian Groove zmuszony do wycofania się z życia publicznego. W ostatnich latach jego muzyka została odkryta przez muzyków z awangardowej grupy punkrockowej The Ex, którzy nagrali w 2004 utwór Getatchew będący hołdem dla saksofonisty i zaprosili go na trasę koncertową po Europie. W 2006 ukazał się nagrany wspólnie z The Ex album Moa Anbessa.

## Dyskografia
- Gétatchew Mekurya – Négus of Ethiopan Sax – Ethiopiques Volume 14, Buda Musique (2003)
- Gétatchew Mekurya & The Ex & Guests: Moa Anbessa, Terp Records (2006)